# Johannesburg

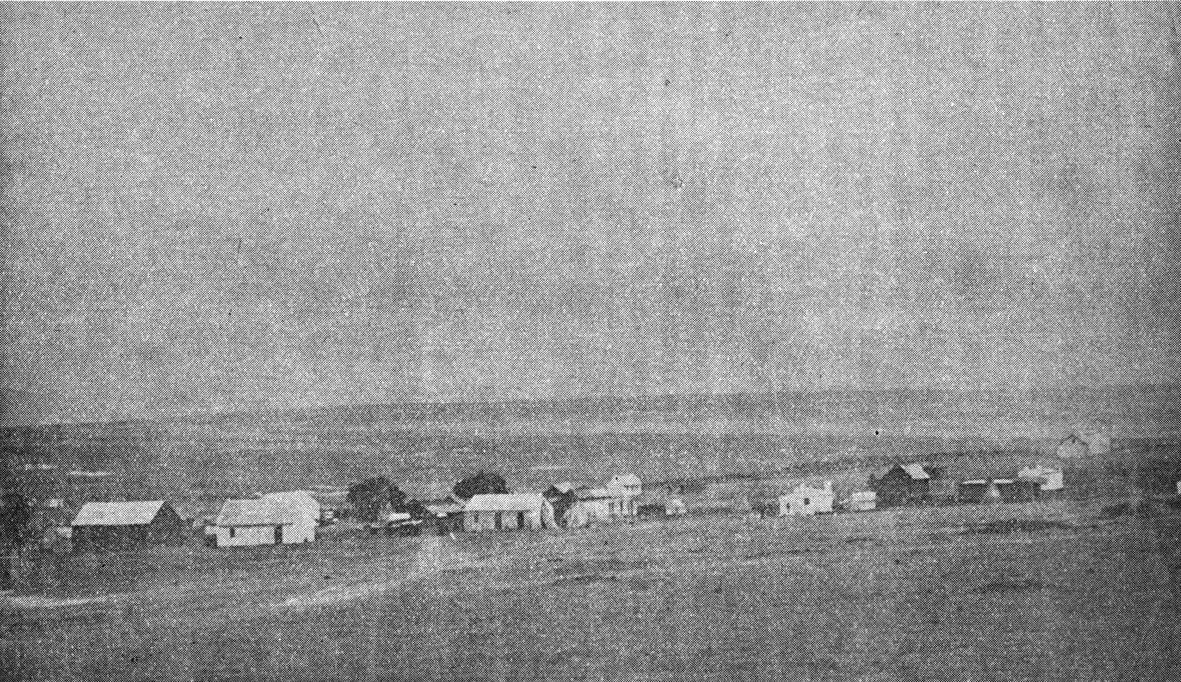
Farma, na której po raz pierwszy znaleziono złoto (1886)

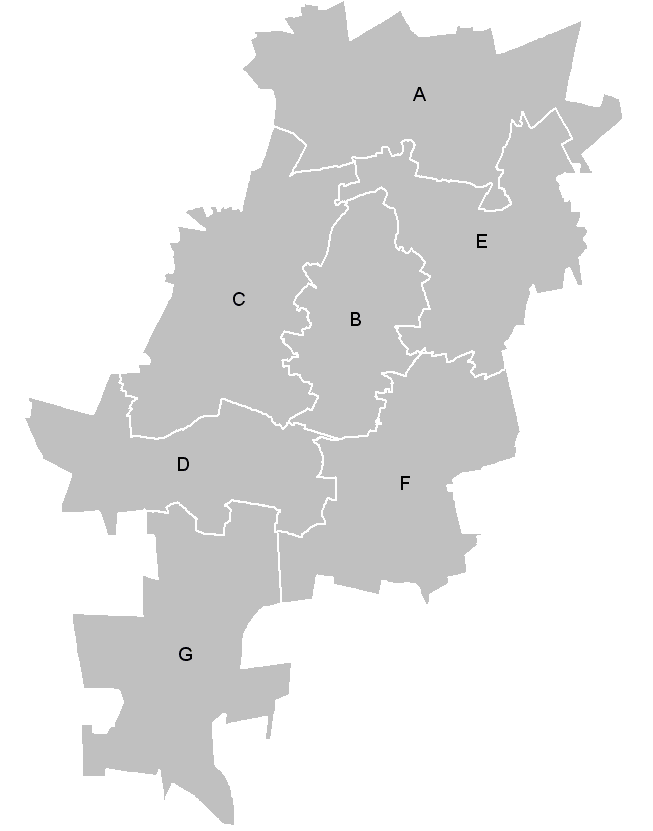
Podział administracyjny Johannesburga

Johannesburg (wymowa angielska: [jəʊˈhænɪsbɜ:ɡ], wymowa afrikaans: [jʊəˈɦanəsbœrχ]; zwane także Joburg i eGoli – miejsce złota) – miasto w północno-wschodniej części Południowej Afryki, od 1994 stolica prowincji Gauteng w zagłębiu Witwatersrand.

## Demografia
W przeszłości Johannesburg był trzecim pod względem liczby mieszkańców miastem Południowej Afryki, za Kapsztadem i Durbanem, ale według najnowszych badań statystycznych obecnie jest największym. Według danych z 2011 roku, miasto zamieszkiwało 957 441 osób, z czego 20,9% to ludzie w wieku 0-14, 74,6% w wieku 15-64, a 4,4% to 65+; obszar metropolitalny Johannesburga liczył 4 434 827 osób, co uczyniło go największą aglomeracją w kraju. W roku 2015 miasto zamieszkiwało 4,4 miliona osób, a cały obszar metropolitalny według nieoficjalnych danych ok. 8 milionów. Dane World Population Review na pierwszy kwartał 2019 r. podają jako liczbę mieszkańców obszaru miejskiego (urban agglomeration wg definicji Rady Gospodarczej i Społecznej ONZ) Johannesburga ponad 5 636 000.

Mapa językowa Johannesburga
Afrikaans
angielski
Południowe Ndebele
Xhosa
Zulu
Sepedi
Sotho
Tswana
Venda
Tsonga
bez języka dominującego

      Afrikaans
      angielski
      Południowe Ndebele
      Xhosa
      Zulu
      Sepedi
      Sotho
      Tswana
      Venda
      Tsonga
      bez języka dominującego
| Rasa             | %    |
| ---------------- | ---- |
| Czarni Afrykanie | 64,2 |
| Biali            | 13,9 |
| Koloredzi        | 13,9 |
| Azjaci i Hindusi | 6,7  |
| Inni             | 1,3  |

| Język                          | Populacja | %     |
| ------------------------------ | --------- | ----- |
| IsiZulu                        | 174 620   | 17,31 |
| Sotho                          | 57 223    | 5,72  |
| IsiXhosa                       | 56 995    | 5,65  |
| Afrikaans                      | 161 653   | 16,02 |
| Sepedi                         | 42 759    | 4,24  |
| Setswana                       | 53 973    | 5,35  |
| angielski                      | 374 576   | 37,12 |
| Xitsonga                       | 24 509    | 2,43  |
| SiSwati                        | 7581      | 0,75  |
| Tshivenda                      | 15 401    | 1,53  |
| IsiNdebele                     | 11 725    | 1,16  |
| Inne języki Afryki Południowej | 28 019    | 2,78  |

## Geografia
Johannesburg jest największym miastem w Południowej Afryce. Chociaż miasto jest stolicą najbogatszej prowincji w Południowej Afryce, prowincji Gauteng, i jest siedzibą dla Trybunału Konstytucyjnego, to nie jest jedną z trzech stolic (są nimi: Pretoria – wykonawcza, Kapsztad – ustawodawcza oraz Bloemfontein – sądownicza). Według badań z 2015 roku obszar metropolitalny miasta liczył około 8 milionów ludzi, natomiast samo miasto liczyło 4,4 miliony osób. Powierzchnia miasta wynosi 1645 km².

### Podział administracyjny
Johannesburg od 2006 dzieli się na 7 regionów:
- Region A – Diepsloot(inne języki), Kya Sand(inne języki), Midrand, Ivory Park(inne języki)
- Region B – Bryanston, Douglasdale(inne języki), Fourways(inne języki), Randburg, Sandton, Strijdompark(inne języki), Sunninghill, Woodmead(inne języki), Emmarentia(inne języki), Greenside, Melville, Northcliff(inne języki), Rosebank, Parktown(inne języki), Parktown North(inne języki),
- Region C – Roodepoort, Constantia Kloof(inne języki), Northgate
- Region D – Doornkop(inne języki), Soweto, Dobsonville(inne języki), Protea Glen(inne języki), Meadowlands(inne języki), Diepkloof(inne języki)
- Region E – Alexandra, Wynberg, Bruma
- Region F – Inner City, Johannesburg South(inne języki), City Deep, Aeroton(inne języki), Southgate
- Region G – Orange Farm(inne języki), Ennerdale(inne języki), Lenasia(inne języki)

## Gospodarka
Johannesburg jest głównym ośrodkiem gospodarczym i finansowym Południowej Afryki i centrum Witwatersrand – zurbanizowanego regionu górniczo-przemysłowego, a przy tym najsilniejszym węzłem gospodarczym kontynentu afrykańskiego. W Johannesburg generowane jest 16% południowoafrykańskiego PKB i zatrudnienie znajduje 12% aktywnej zawodowo ludności kraju.
Jak poświadcza historia tego miasta, swoje powstanie, rozwój i bogactwo, a nawet jedyną rację istnienia, zawdzięcza leżącym pod Wysokim Weldem pokładom złota. Jego wydobycie nie ma już miejsca na terenach samego miasta i usunięto większość hałd urobionej w trakcie ekspoatacji skały płonnej, pozostawiono jednak niektóre z nich ze względu na ich wartość historyczną. Miasto jest siedzibą wszystkich krajowych przedsiębiorstw górniczych i regulującej przemysł wydobywczy Minerals Council South Africa (do maja 2018 r. Chamber of Mines of South Africa). Także znaczna część lokalnego sektora maszynowego i inżynieryjnego służy potrzebom krajowego przemysłu wydobywczego, jednego z największych na świecie dzięki bogatym złożom nie tylko złota, ale także innych metali szlachetnych, diamentów i innych kamieni szlachetnych, węgla i innych minerałów. Obok szlifierni diamentów znajdują się tu także wytwórnie diamentów syntetycznych.
Johannesburg jest bezsprzecznym centrum finansowym kraju, gdyż tu znajduje się założona w 1887 r. giełda papierów wartościowych Johannesburg Securities Exchange, notująca ponad 600 spółek, największa na kontynencie afrykańskim. Tutaj mają też siedziby niemal wszystkie południowoafrykańskie banki, firmy ubezpieczeniowe i towarzystwa budowlane.
Mniejsze znaczenie, ale istotne ze względu na zatrudnienie, mają leżące w obrębie Johannesburga i East Rand (dzielnica Witwatersrand) fabryki produkujące dla sektora chemicznego, maszynowego, metalurgicznego, włókienniczego i drzewnego. Obecne są ośrodki naukowe i firmy usługowe sektorów medycznych i ochrony zdrowia, transportowych, telekomunikacyjnych i informatycznych, jak i telewizyjnych i filmowych.

## Transport

### Lotniczy
Międzynarodowy port lotniczy Johannesburg jest największym lotniskiem Południowej Afryki, jak i Afryki, obsługuje połączenia z Europą i Ameryką. Port lotniczy Lanseria obsługuje połączenia regionalne.

### Drogowy
Johannesburg jest dobrze połączony z resztą kraju, w mieście przecinają się drogi:
- N1 (Kapsztad – Bloemfontein – Johannesburg – Pretoria – Polokwane – granica z Zimbabwe)
- N3 (Durban – Johannesburg)
- N13 (George – Kimberley – Johannesburg)
- N14 (Springbok – Johannesburg – Pretoria)
- N17 (Johannesburg – Ermelo – granica z Eswatini)

Ponadto, przez centrum przebiegają dwie autostrady – M1 i M2, ułatwiające dojazd do dzielnicy biznesowej.

### Kolejowy
Najważniejszą stacją miasta jest Johannesburg Park – stacja końcowa dla pociągów GauTrain łączących Johannesburg z lotniskiem oraz Pretorią, jest również stacją przelotową dla wielu linii Metrorail Gauteng.

## Sport

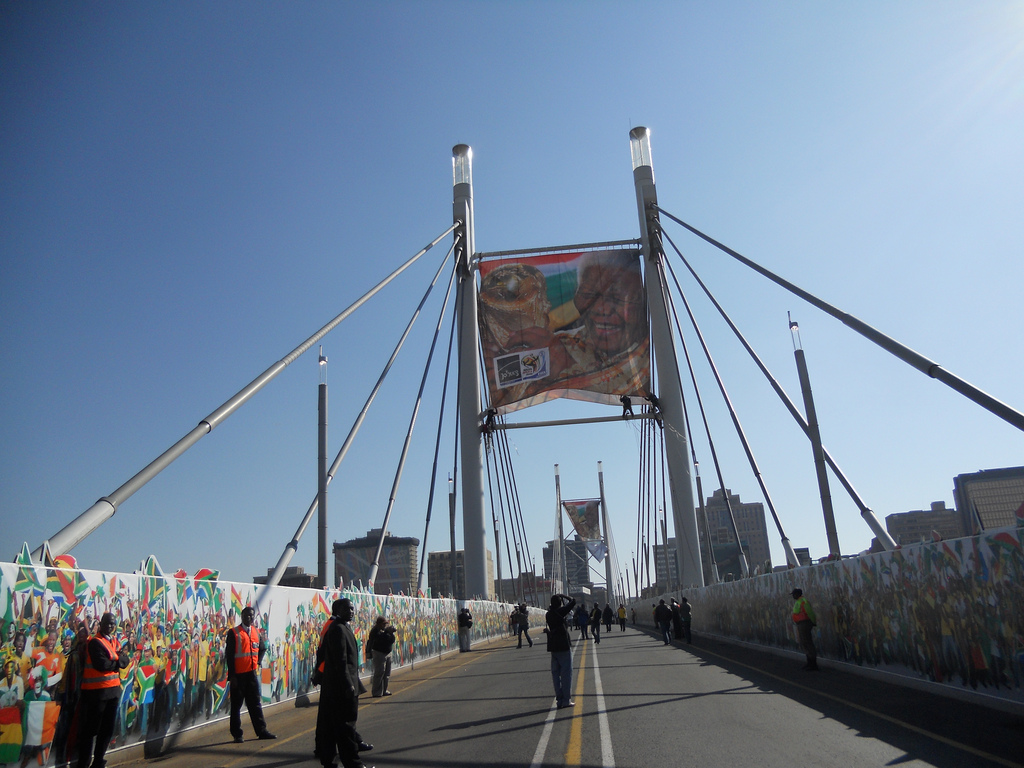
Most Nelsona Mandeli

Johannesburg był jednym z gospodarzy Mistrzostw Świata w Piłce Nożnej 2010 w RPA.

## Polonia
- Na cmentarzu West Park znajduje się Polski Ogród Pamięci, gdzie w części wojskowej znajduje się 5 grobów polskich żołnierzy zmarłych w miejscowym szpitalu polowym (obecnie zwanym Baragwanath), rannych w kampanii w Zachodniej Afryce w 1942 roku.
- W parku James & Ethel Gray znajduje się jedyny w Afryce Pomnik Katyński ukończony w 1981 roku.

## Miasta partnerskie
- Akra, Ghana
- Addis Abeba, Etiopia

- Birmingham, Wielka Brytania
- Dolina Marny, Francja
- Kinszasa, Demokratyczna Republika Konga
- Londyn, Wielka Brytania
- Matola, Mozambik

- Nowy Jork, USA
- Windhuk, Namibia

## Galeria

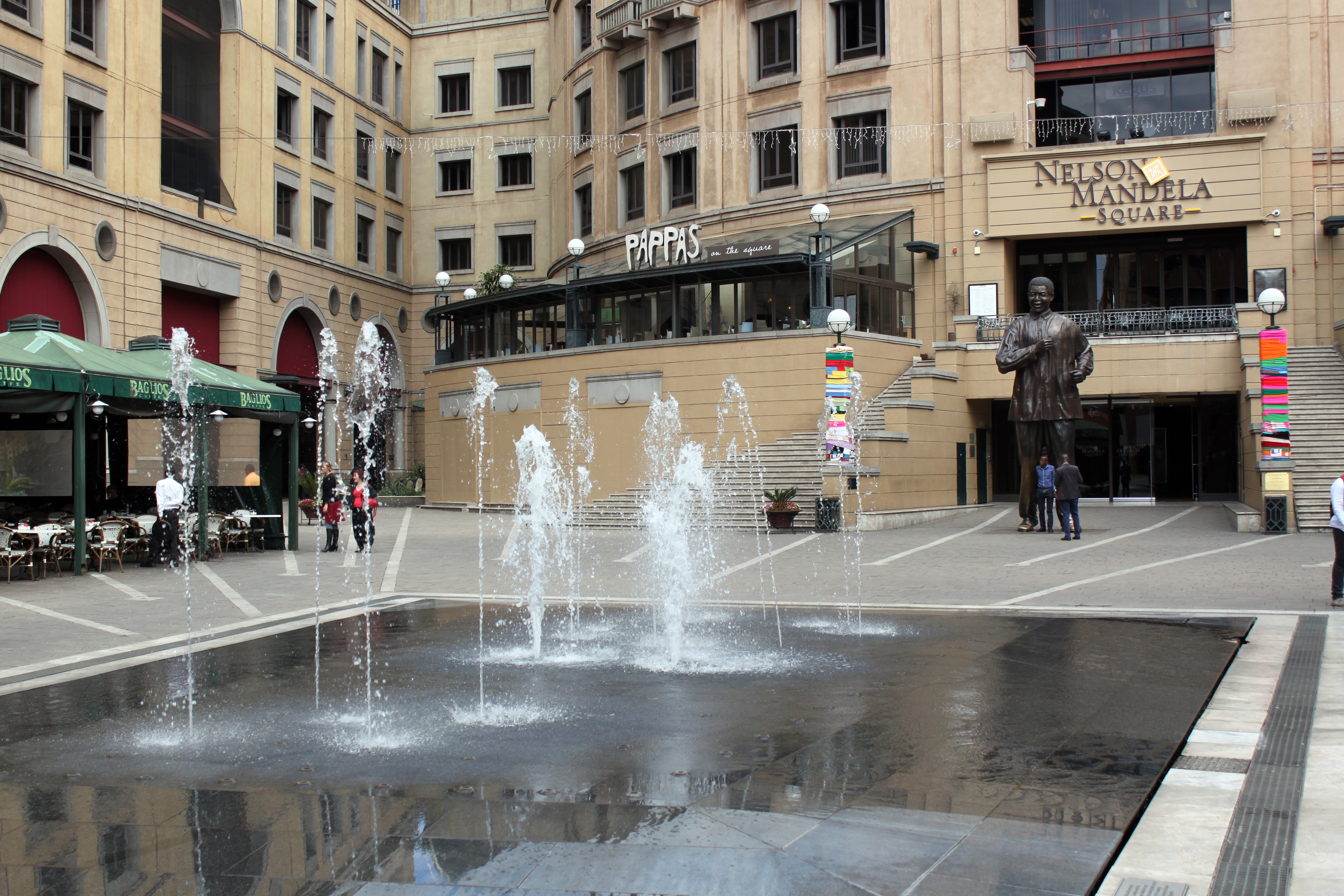
Plac Nelsona Mandeli
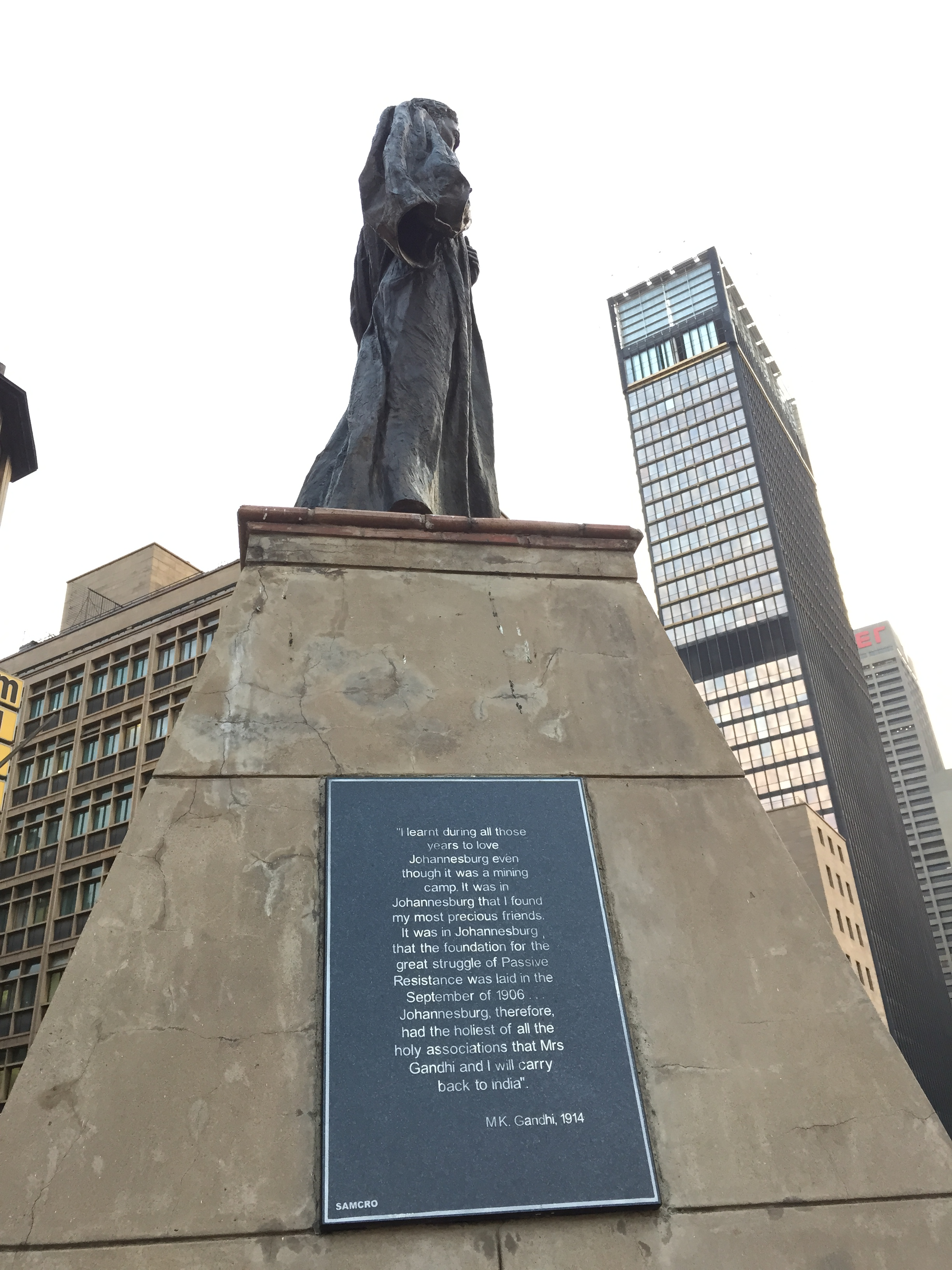
Pomnik Gandhiego
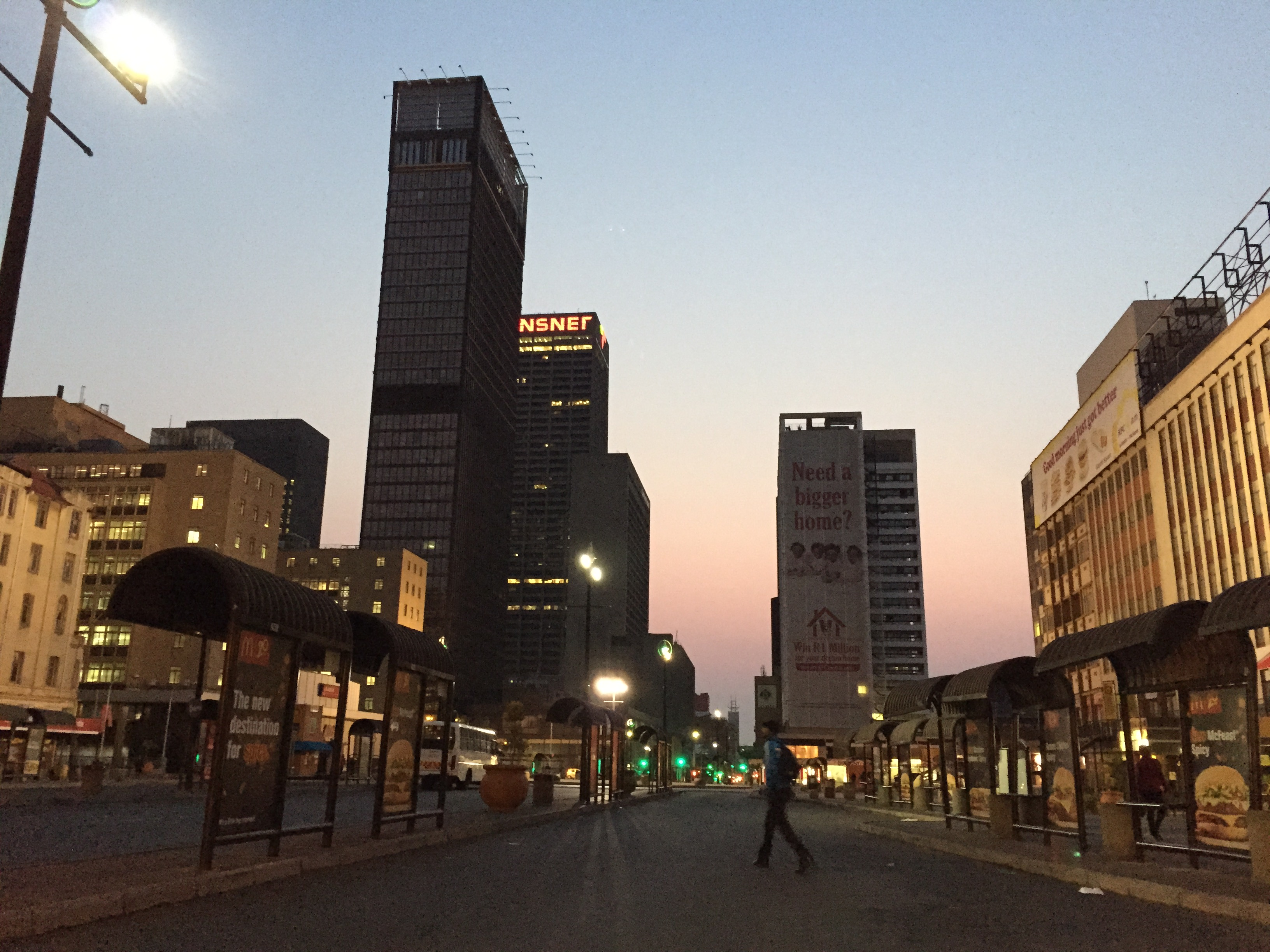
Plac Gandhiego
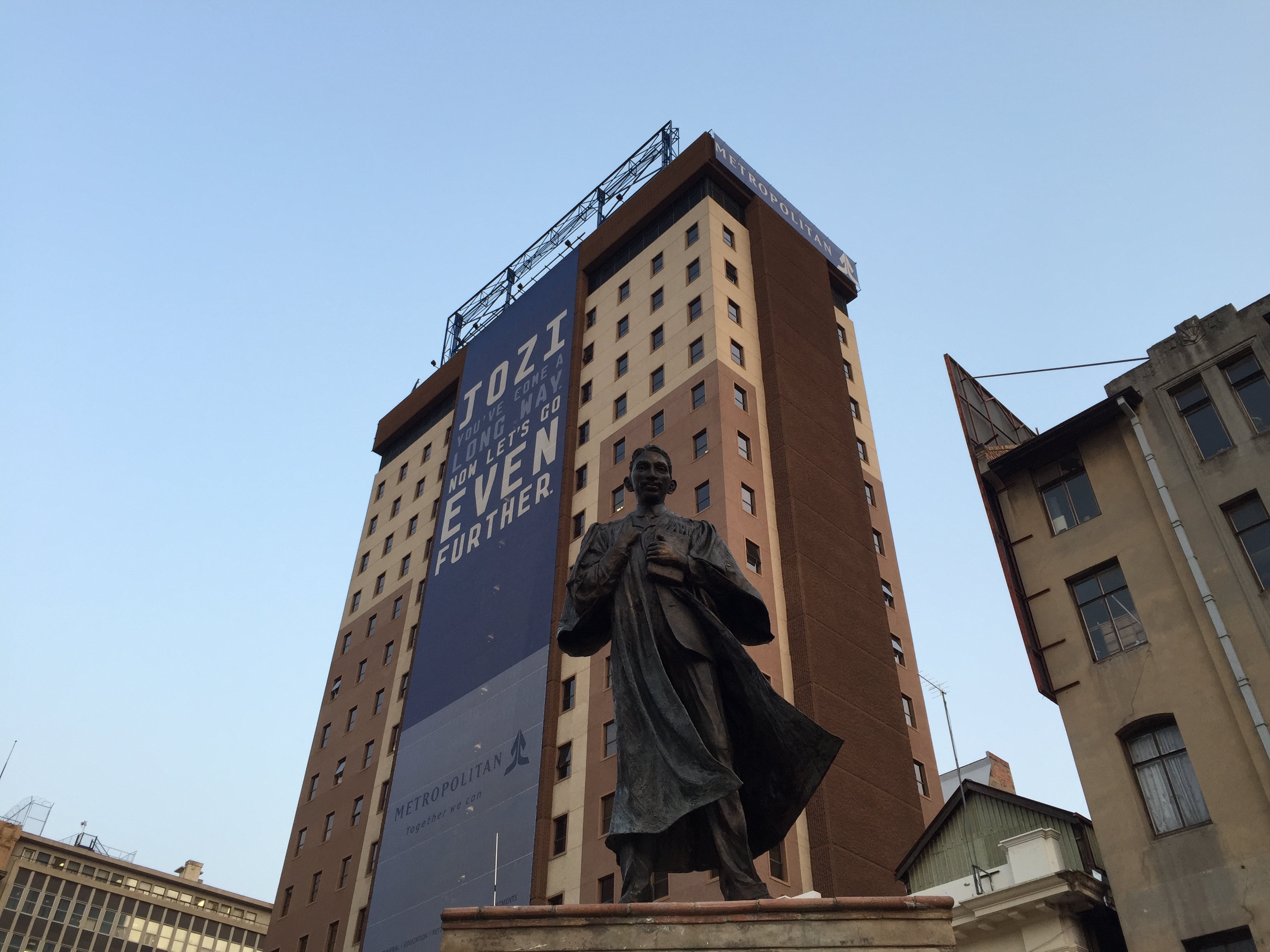
Posąg Gandhiego